# Нови (Кунео)
Нови је насеље у Италији у округу Кунео, региону Пијемонт.
Према процени из 2011. у насељу је живело 49 становника. Насеље се налази на надморској висини од 311 м.